# Championnat d'Irlande de football 2021
Navigation
Édition précédente Édition suivante
La saison 2021 du Championnat d'Irlande de football est la 101e saison du championnat national. Ce championnat se compose de deux divisions, la Premier Division, le plus haut niveau et la First Division, l’équivalent d’une deuxième division. Le Shamrock Rovers Football Club est le tenant du titre après sa victoire de 2020.
Les Shamrock Rovers remportent le championnat en battant leur record de points dans la compétition (78) et en devançant leur dauphin de 16 points. c'est le St. Patrick's Athletic Football Club qui s'adjuge la deuxième place et le Sligo Rovers Football Club qui complète le podium. Ces trois équipes sont qualifiées pour les coupes d'Europe. Les Shamrock Rovers sont qualifiés pour le premier tour de qualification de la Ligue des champions 2022-2023, St Pat's et Sligo pour le premier tour de qualification de la Ligue Europa Conférence 2022-2023.
En bas du classement le Longford Town Football Club termine à la dernière place et est relégué en First Division pour la saison 2022. Le Waterford Football Club joue les barrages de relégation et perd sa place dans l'élite au profit de UCD.
Le Shelbourne Football Club remporte la deuxième division et gagne sa place dans l'élite irlandaise pour la saison 2022.

## Les changements depuis la saison précédente

### Promotions et relégations
Au terme de la saison 2020, deux équipes sont reléguées en First Division, Cork City Football Club qui a terminé à la dernière place du championnat et Shelbourne Football Club qui a perdu le match de barrage contre Longford. À l'opposé deux équipes sont donc promues dans l'élite, Drogheda United Football Club vainqueur de la deuxième division et Longford Town Football Club vainqueur des barrages de First division et vainqueur du match de promotion-relégation contre Shelbourne.
Plusieurs clubs postulent à une licence pour participer à la First Division : les dublinois de St. Francis Football Club qui ont déjà participé au championnat entre 1996 et 2001 ; le Treaty United Football Club qui depuis 2020 a une équipe dans le championnat féminin a lui aussi déposé une demande de licence pour une équipe masculine et représente ainsi l'agglomération de Limerick. D'autres structures se sont aussi manifestées comme le Limerick FC qui souhaite renaître de ses cendres, le Yola FC qui souhaite prendre la place de Wexford FC dans le championnat.
La candidature de St Francis est vite écartée, mais une autre entité dublinoise est invitée à poser sa candidature. Il s'agit d'un projet intitulé Dublin County Football Club soutenu par des capitaux américains et britanniques.

## Organisation
Le championnat s'organise sur deux divisions avec un système de promotion et relégation entre les deux niveaux. Mais c'est en même temps un championnat fermé puisque sauf grande difficulté économique les équipes participantes sont assurées de se maintenir au sein de ces deux divisions professionnelles. L'accession au championnat d'Irlande se fait sur décision de la fédération irlandaise. Le plus haut niveau, rassemblant les dix meilleures équipes, est la Premier Division. Le deuxième niveau, composé elle aussi de dix équipes, se nomme First Division.

### LaPremier division
La Premier Division se dispute selon le système d'une poule où toutes les équipes rencontrent quatre fois leurs adversaires. Chaque équipe dispute donc 36 matchs de championnat dans la saison. Le dernier de la division est automatiquement relégué en First Division. L'équipe classée à la neuvième place joue un match aller-retour de barrages contre le vainqueur du barrage d'accession de First Division. Le vainqueur de cette double confrontation se qualifiera pour la saison suivante de la Premier Division.

### LaFirst Division
La First Division se dispute selon le système d'une poule où toutes les équipes rencontrent trois fois leurs adversaires. Lors de la première partie de la saison, les équipes disputent deux rencontres une fois à domicile, une fois à l'extérieur. La troisième rencontre est tirée au sort et se jouera donc aléatoirement soit à domicile, soit à l'extérieur. Chaque équipe dispute donc 27 matchs de championnat dans la saison.
La première équipe au classement au terme de la saison accède directement à la Premier Division. Les équipes classées à la deuxième, troisième, quatrième et cinquième place participent aux barrages de promotion. Le premier tour de play-off se compose de deux matchs, le deuxième contre le cinquième et le troisième contre le quatrième en match aller-retour, le match retour se disputant sur le terrain du mieux classé. Les deux vainqueurs se rencontrent ensuite en matchs aller-retour, le match retour se disputant sur le terrain du mieux classé. Le vainqueur de ce dernier barrage dispute un match aller-retour contre l'équipe classée neuvième de Premier Division, le vainqueur disputant la première division irlandaise pour la saison suivante.

## Les 20 clubs participants
| \| Dublin: · Premier Div.: · Bohemian · Shamrock Rovers · St Pat's · First Div.: · UCD · Cabinteely FC · Shelbourne FC Dublin Dundalk FC Sligo Rovers Derry City FC Waterford FC Finn Harps Drogheda United Longford Town Cork City FC Bray Wanderers Galway FC Athlone Town Cobh Ramblers FC Wexford FC Treaty United \| Localisation des clubs engagés dans le championnat. |
| Dublin: · Premier Div.: · Bohemian · Shamrock Rovers · St Pat's · First Div.: · UCD · Cabinteely FC · Shelbourne FC Dublin Dundalk FC Sligo Rovers Derry City FC Waterford FC Finn Harps Drogheda United Longford Town Cork City FC Bray Wanderers Galway FC Athlone Town Cobh Ramblers FC Wexford FC Treaty United                                                           |

| \| Bohemian Shamrock Rovers St. Patrick's Shelbourne UCD Cabinteely \| Localisation des clubs dublinois. |
| Bohemian Shamrock Rovers St. Patrick's Shelbourne UCD Cabinteely                                         |

Liste des clubs de Premier Division
| Équipe                               | Ville      | Manager                               | Stade              | Capacité | Fondation |
| ------------------------------------ | ---------- | ------------------------------------- | ------------------ | -------- | --------- |
| Bohemian Football Club               | Dublin     | Keith Long                            | Dalymount Park     | 7 955    | 1890      |
| Derry City Football Club             | Derry      | Declan Devine Ruaidhrí Higgins        | Brandywell Stadium | 8 200    | 1928      |
| Drogheda United Football Club        | Drogheda   | Tim Clancy                            | United Park        | 2 000    | 1975      |
| Dundalk Football Club                | Dundalk    | Shane Keegan Jim Magilton Vinny Perth | Oriel Park         | 6 000    | 1903      |
| Finn Harps Football Club             | Ballybofey | Ollie Horgan                          | Finn Park          | 4 458    | 1954      |
| Longford Town Football Club          | Longford   | Daire Doyle John Martin (intérim)     | Flancare Park      | 6 850    | 1924      |
| Shamrock Rovers Football Club        | Dublin     | Stephen Bradley                       | Tallaght Stadium   | 5 700    | 1901      |
| Sligo Rovers Football Club           | Sligo      | Liam Buckley                          | The Showgrounds    | 5 500    | 1928      |
| St. Patrick's Athletic Football Club | Dublin     | Stephen O'Donnell                     | Richmond Park      | 5 340    | 1929      |
| Waterford Football Club              | Waterford  | Kevin Sheedy Marc Bircham             | RSC                | 3 100    | 1930      |

Liste des clubs de First Division
| Équipe                                              | Ville     | Manager                     | Stade               | Capacité | Fondation |
| --------------------------------------------------- | --------- | --------------------------- | ------------------- | -------- | --------- |
| Athlone Town Football Club                          | Athlone   | Adrian Carberry Paul Doolin | Lissywoolen Stadium | 5 000    | 1887      |
| Bray Wanderers Association Football Club            | Bray      | Gary Cronin                 | Carlisle Grounds    | 3 250    | 1942      |
| Cabinteely Football Club                            | Dublin    | Pat Devlin                  | Stradbrook          | 1 000    | 1967      |
| Cobh Ramblers Football Club                         | Cobh      | Stuart Ashton Darren Murphy | St. Colman's Park   | 5 000    | 1922      |
| Cork City Football Club                             | Cork      | Colin Healy                 | Turners Cross       | 7 485    | 1984      |
| Galway Football Club                                | Galway    | John Caulfield              | Eamonn Deacy Park   | 5 000    | 2013      |
| Shelbourne Football Club                            | Dublin    | Noel King                   | Tolka Park          | 9 680    | 1895      |
| Treaty United Football Club                         | Limerick  | Tommy Barrett               | Markets Field       | 5 000    | 2021      |
| University College Dublin Association Football Club | Dublin    | Andy Myler                  | UCD Bowl            | 3 000    | 1895      |
| Wexford Football Club                               | Crossabeg | Brian O'Sullivan Ian Ryan   | Ferrycarrig Park    | 2 500    | 2007      |

## Premier Division

### La pré-saison
Le premier transfert important de la saison est celui de Jack Byrne, celui-ci, après deux titres consécutif de meilleur joueur du championnat quitte les Shamrock Rovers qu'il avait emmené au titre pour rejoindre le championnat chypriote et l'APOEL Nicosie. entraîné par Mick McCarthy celui-là même qui lui a offert sa toute première sélection en équipe nationale irlandaise. L'APOEL bénéficiant d'un budget sept fois supérieur à celui des Rovers lui offre un contrat bien plus rémunérateur sur une durée de deux ans et demi. Autant le départ de Byrne était prévu, autant celui de Aaron McEneff vers le Heart of Midlothian lui a été plus surprenant. Pour remplacer ces deux maîtres à jouer du milieu de terrain, les Hoops se sont tournés vers un des espoirs du championnat Daniel Mandroiu, international espoirs irlandais depuis 2019 et les expérimentés Chris McCann et le duo de Dundalk Sean Hoare et Sean Gannon. En bonne nouvelle en fin de mercato, Graham Burke qui était prêté depuis une saison et demie par Preston North End s'engage définitivement avec le club et signe un contrat de trois saisons.
Les Bohs perdent deux éléments importants de leur équipe première. Daniel Mandroiu, membre de l'équipe d'Irlande espoirs signe aux Shamrock Rovers et André Wright leur meilleur attaquant, membre de l'équipe de l'année 2020, signe en deuxième division écossaise à Ayr United.
Dundalk FC est en phase de réorganisation pour partir à la reconquête du titre à la suite d'une saison quelque peu ratée avec une simple troisième place, leur plus mauvais résultat depuis 2012. Ils recrutent trois internationaux : le gardien albanais Alessio Abibi, le défenseur central féroïen Sonni Nattestad et l'arrière latéral letton Raivis Jurkovskis. Ils remplacent le gardien Gary Rogers qui a pris sa retraite et le défenseur Dane Massey parti à Drogheda United.
Le 20 janvier 2021, la FAI annonce le lancement de la nouvelle saison pour le 19 mars 2021.

### Les moments forts de la saison
Le championnat d'Irlande débute le 19 mars 2021 avec deux matchs et trois matchs décalés au lendemain. Lors de la première rencontre Drogheda United accueille Waterford FC et l'emporte 1 but à 0, buts marqué contre son camp à la 89e minute de jeu. Le premier leader de la compétition est le Longford Town. Les deux promus réussissent leur retour en Premier Division en remportant leurs match.
St. Patrick's Athletic FC et Finn Harps réalisent un bon début de saison en étant premiers exæquo après quatre journées. C'est une bonne surprise pour les Harps que tout le monde voyaient se battre pour éviter la relégation cette saison. De son côté, Dundalk réalise un de ses plus mauvais début de saison depuis bien longtemps. Aucune victoire en quatre matchs. Ces mauvais résultats mettent la pression sur les Lilywithes avant de rencontre St Pat's alors leader du championnat. Les critiques pointent du doigt les problèmes de structure au sein de l'encadrement de l'équipe première, d'autres le manque de cohésion de l'équipe qui peine à assimiler les nombreuses arrivées et d'autres enfin l'incapacité du club à conserver des joueurs clés des dernières saison et leur non remplacement qualitativement. Le 19 avril, la crise devenant trop importante le club licencie le même jour Shane Keegan le manager et Filippo Giovagnoli l'ancien manager déclassé entraineur de l'équipe première. Un intérim est mis en place avec Giuseppe Rossi.
Dundalk n'est pas le seul club en difficulté en ce début de saison : le Derry City FC est dernier après six journées sans avoir remporté le moindre match. Le club se sépare de son entraineur Declan Devine le 22 avril 2021. Il est remplacé le lendemain par Ruaidhrí Higgins.
Lors de la huitième journée, un duo de tête se met prend le large au classement avec cinq points d'avance sur le troisième. St Pat's devance les Shamrock Rovers à la différence de but. Les Rovers, avec une victoire dans le Donegal sur Finn Harps signe son trentième match de championnat consécutif sans défaite, la dernière défaite datant de septembre 2019. Ils égalent ainsi leurs glorieux ainés des Rovers en 1927. Dans le bas du classement Dundalk et Derry sortent de la zone de relégation en remportant leur deuxième victoire consécutive. Longford devient la nouvelle lanterne rouge.
Après neuf journées, soit au quart du championnat, les Shamrock Rovers ont pris la tête du championnat devançant St. Patrick's Athletic. Sligo et Finn Harps suivent. Waterford est la lanterne rouge avec le même nombre de point que Longford mais une moins bonne différence de but. Dundalk et les Bohemians éprouvent de grandes difficultés à confirmer leurs ambitions, ils sont sixième et septième avec treize et quinze points de retard sur le leader.
Lors de la 10e journée, les Shamrock Rovers s'imposent sur le terrain de St. Patrick's Athletic lui infligeant ainsi sa première défaite de la saison et accentuant son avance au classement. Alan Mannus y joue son 75e match de championnat consécutif. Lors de la même journée Waterford, qui vient de se séparer de son entraîneur, s’effondre totalement contre Drogheda United en perdant à domicile sur le score fleuve de 7 à 0. A sa décharge le club avait aligné l'équipe des moins de 19 ans à cause de cas de Covid-19 dans l'équipe première. Dans les jours qui suivent le canadien Marc Bircham est nommé manager du club.
Le 12 mai 2021, les Shamrock Rovers annoncent leur premier recrutement pour la période estivale. Le club de Tallaght surprend tout le monde en rapatriant au pays le meilleur buteur de la saison 2015 Richie Towell qui jouait depuis 2019 à Salford City en League Two. Il ne sera qualifié qu'à partir du 1er juillet.
Lors de la douzième journée, après 606 jours d'invincibilité en championnat soit trente-trois matchs consécutifs, les Shamrock Rovers perdent leur première rencontre depuis 2019. Ils chutent à Dundalk sur le score de deux buts à un, exactement à l'endroit où ils avaient perdu leur dernier match, alors une défaite 3-2. Les hoops restent en tête de la compétition.
Le 4 juin 2021, Lee Power, propriétaire du Waterford Football Club, dernier du championnat, annonce la vente du club à une entreprise britannique R & S Holding Ltd dirigée par Richard Forrest. Celui-ci avait déjà pris possession de 30% des parts du club plus tôt dans l'année.
Le 11 juin, après près de deux semaines d'interruption le championnat reprend pour sa 15e journée. Les Shamrock Rovers subissent un nouveau match nul sur leur terrain et confirment leur mauvaise passe avec une seule victoire sur les cinq derniers matchs. Ce match, disputé à Tallaght Stadium est le premier de la saison à accueillir du public. 1 000 spectateurs sont présents dans les tribunes. Waterford, alors dernier de la compétition, se déplace à Dundalk et bat le club local sur le score de trois buts à un.
À la moitié du championnat, trois équipes se retrouvent en tête de la compétition ex æquo en nombre de points, avec la même différence de but. Elles ne sont départagées qu'au nombre de buts marqués. A ce petit jeu statistique, St. Patrick's Athletic FC devance les Shamrock Rovers de trois buts et les Sligo Rovers de quatre. Ces trois équipes ont huit points d'avance sur leurs poursuivant emmenés par les Bohemians. En queue de peloton, Longford occupe la dernière place quatre points derrière Waterford.
Lors de la 27e journée, Sligo bat St Pat's sur le score de 2-0. Cette victoire permet aux Shamrock de prendre trois points d'avance sur ses premiers poursuivant tout en ayant deux matchs de retard. Dans le bas du classement, la victoire de Longford sur Dundalk confirme les piètres prestations de l'équipe de Louth. Celle-ci reste bloquée à la neuvième place synonyme de barrage même si elle compte deux matchs de retard. La politique de recrutement basée sur l'apport de joueurs continentaux s'avère être un échec retentissant pour une formation qui en début de saison annonçait vouloir jouer le titre. Pour Longford il s'agit de la deuxième victoire de la saison, la première après celle de la première journée du championnat.
Le 15 octobre 2021 à l'occasion de la 31e journée du championnat, les derniers espoirs de maintient de Longford Town s'effondrent. La défaite 2-0 sur le terrain de Drogheda United condamne le club à la relégation en First Division. Avec 22 points de retard sur son plus proche adversaire ils ne peuvent plus mathématiquement le rattraper. À l'opposée les Shamrock Rovers accentuent encore un peu plus leur avance sur St Pat's son dauphin. Avec douze points d'avance à 6 journées de la fin, ils se rapprochent toujours plus de leur deuxième titre consécutif. Les Hoops n'ont plus besoin que de prendre sept points sur les six matchs restant à disputer pour conserver leur titre.
Le 29 octobre 2021, lors de la 32e journée, les Shamrock Rovers l'emportent à domicile 3-0 sur Finn Harps. Cette victoire offre le titre de champion d'Irlande aux Hoops. Ils ne peuvent plus être rejoints par leurs dauphins, le St. Patrick's Athletic FC. C'est leur deuxième titre consécutif, leur dix-neuvième au total.
La dernière journée fige définitivement le classement. Le podium était déjà connu, mais il restait à valider la quatrième place potentiellement qualificative pour la prochaine Ligue Europa Conférence en fonction du résultat de la Coupe d'Irlande. C'est Derry City FC qui s'octroie sur le fil cette place en allant battre à Oriel Park le Dundalk FC qui est totalement passé à côté de sa saison. En bas du classement la belle victoire de Finn Harps5-0 sur le relégué Longford Town condamne Waterford FC aux barrages pour tenter d'éviter la relégation.

### Classement
| Rang | Équipe                      | Pts | J  | G  | N  | P  | Bp | Bc | Diff |
| ---- | --------------------------- | --- | -- | -- | -- | -- | -- | -- | ---- |
| 1    | Shamrock Rovers T           | 78  | 36 | 24 | 6  | 6  | 59 | 28 | +31  |
| 2    | St. Patrick's Athletic FC C | 62  | 36 | 18 | 8  | 10 | 56 | 42 | +14  |
| 3    | Sligo Rovers                | 57  | 36 | 16 | 9  | 11 | 43 | 32 | +11  |
| 4    | Derry City FC               | 54  | 36 | 14 | 12 | 10 | 49 | 42 | +7   |
| 5    | Bohemian FC                 | 52  | 36 | 14 | 10 | 12 | 60 | 46 | +14  |
| 6    | Dundalk FC                  | 48  | 36 | 13 | 9  | 14 | 43 | 46 | -3   |
| 7    | Drogheda United P           | 44  | 36 | 13 | 8  | 16 | 46 | 43 | +3   |
| 8    | Finn Harps                  | 44  | 36 | 11 | 11 | 14 | 44 | 52 | -8   |
| 9    | Waterford FC                | 42  | 36 | 12 | 6  | 18 | 36 | 56 | -20  |
| 10   | Longford Town P             | 15  | 36 | 2  | 9  | 25 | 22 | 71 | -49  |

| Légende : Qualifications et relégations | Légende : Qualifications et relégations                                            |
| --------------------------------------- | ---------------------------------------------------------------------------------- |
|                                         | Champion d'Irlande et Ligue des champions 2022-2023, premier tour de qualification |
|                                         | Ligue Europa Conférence 2022-2023, deuxième tour de qualification                  |
|                                         | Ligue Europa Conférence 2022-2023, premier tour de qualification                   |
|                                         | Barrage de relégation en deuxième division                                         |
|                                         | Relégation en deuxième division                                                    |
|                                         | T : Tenant du titre P : Promu C : Vainqueur de la Coupe d'Irlande 2021             |

### Résultats
| Résultats (▼dom., ►ext.)                                   | BOH | DER | DUN | DRO | FIN | LON | SHA | SLI | PAT | WAT |
| Bohemian FC                                                |     | 1-2 | 5-1 | 5-0 | 4-0 | 2-2 | 1-0 | 1-3 | 0-1 | 3-0 |
| Derry City FC                                              | 1-1 |     | 1-1 | 1-1 | 1-2 | 1-1 | 0-2 | 1-1 | 2-2 | 1-2 |
| Dundalk FC                                                 | 0-1 | 2-1 |     | 2-1 | 1-2 | 1-1 | 2-1 | 0-1 | 1-1 | 1-3 |
| Drogheda United                                            | 1-1 | 1-2 | 0-1 |     | 1-1 | 4-1 | 0-1 | 1-1 | 3-1 | 1-0 |
| Finn Harps                                                 | 1-0 | 1-1 | 1-2 | 0-1 |     | 1-1 | 0-2 | 1-2 | 0-2 | 2-1 |
| Longford Town                                              | 0-2 | 2-0 | 2-2 | 0-4 | 0-0 |     | 0-1 | 0-1 | 1-3 | 1-2 |
| Shamrock Rovers                                            | 2-1 | 1-1 | 2-1 | 1-1 | 1-1 | 2-1 |     | 0-1 | 1-1 | 3-0 |
| Sligo Rovers                                               | 4-0 | 0-1 | 1-1 | 1-2 | 1-0 | 2-0 | 1-1 |     | 1-1 | 3-0 |
| St. Patrick's Athletic FC                                  | 2-1 | 2-0 | 0-2 | 2-1 | 4-1 | 3-0 | 1-2 | 2-0 |     | 1-0 |
| Waterford FC                                               | 0-1 | 0-1 | 0-3 | 0-7 | 1-2 | 1-0 | 1-4 | 1-2 | 1-1 |     |
| - Victoire à domicile - Match nul - Victoire à l'extérieur |     |     |     |     |     |     |     |     |     |     |

| Résultats (▼dom., ►ext.)                                   | BOH | DER | DUN | DRO | FIN | LON | SHA | SLI | PAT | WAT |
| Bohemian FC                                                |     | 3-3 | 1-1 | 2-1 | 1-2 | 1-1 | 3-1 | 1-0 | 3-2 | 1-2 |
| Derry City FC                                              | 1-1 |     | 1-0 | 3-0 | 2-2 | 3-0 | 2-4 | 2-0 | 1-0 | 2-0 |
| Dundalk FC                                                 | 2-1 | 1-2 |     | 1-2 | 1-0 | 2-0 | 1-0 | 4-1 | 1-4 | 1-0 |
| Drogheda United                                            | 3-2 | 1-0 | 0-1 |     | 3-1 | 2-0 | 0-1 | 0-0 | 0-1 | 1-2 |
| Finn Harps                                                 | 1-2 | 1-1 | 2-2 | 0-0 |     | 5-0 | 2-1 | 2-2 | 3-1 | 0-1 |
| Longford Town                                              | 1-4 | 0-2 | 1-0 | 1-1 | 0-3 |     | 0-1 | 0-1 | 1-4 | 1-1 |
| Shamrock Rovers                                            | 1-1 | 2-1 | 3-1 | 2-1 | 3-0 | 1-0 |     | 2-0 | 3-1 | 2-0 |
| Sligo Rovers                                               | 1-1 | 1-2 | 2-1 | 2-0 | 0-1 | 1-0 | 0-1 |     | 2-0 | 1-1 |
| St. Patrick's Athletic FC                                  | 2-2 | 1-0 | 1-0 | 2-0 | 2-2 | 3-2 | 0-1 | 0-3 |     | 2-1 |
| Waterford FC                                               | 1-0 | 2-2 | 1-1 | 1-0 | 4-1 | 4-1 | 1-3 | 1-0 | 0-0 |     |
| - Victoire à domicile - Match nul - Victoire à l'extérieur |     |     |     |     |     |     |     |     |     |     |

### Statistiques

#### Évolution du classement
| Club                      | 1  | 2  | 3  | 4  | 5  | 6  | 7  | 8  | 9  | 10 | 11 | 12 | 13 | 14 | 15 | 16 | 17 | 18 | 19 | 20 | 21 | 22 | 23 | 24 | 25 | 26 | 27 | 28 | 29 | 30 | 31 | 32 | 33 | 34 | 35 | 36 |
| ------------------------- | -- | -- | -- | -- | -- | -- | -- | -- | -- | -- | -- | -- | -- | -- | -- | -- | -- | -- | -- | -- | -- | -- | -- | -- | -- | -- | -- | -- | -- | -- | -- | -- | -- | -- | -- | -- |
| Shamrock Rovers           | 4  | 6  | 5  | 4  | 1  | 1  | 2  | 2  | 1  | 1  | 1  | 1  | 1  | 2  | 1  | 1  | 2  | 2  | 1  | 1  | 1  | 1  | 1  | 1  | 1  | 1  | 1  | 1  | 1  | 1  | 1  | 1  | 1  | 1  | 1  | 1  |
| Bohemian FC               | 8  | 7  | 9  | 8  | 6  | 6  | 6  | 8  | 7  | 6  | 6  | 6  | 6  | 5  | 5  | 5  | 4  | 4  | 4  | 5  | 4  | 4  | 4  | 4  | 5  | 5  | 5  | 5  | 5  | 5  | 5  | 5  | 5  | 4  | 4  | 5  |
| Dundalk FC                | 4  | 7  | 8  | 9  | 9  | 9  | 8  | 6  | 6  | 7  | 7  | 7  | 7  | 7  | 8  | 8  | 7  | 6  | 7  | 7  | 6  | 6  | 7  | 7  | 9  | 9  | 9  | 8  | 8  | 7  | 8  | 7  | 7  | 6  | 6  | 6  |
| Sligo Rovers              | 4  | 3  | 2  | 5  | 3  | 1  | 3  | 3  | 3  | 3  | 3  | 3  | 3  | 1  | 2  | 3  | 3  | 3  | 2  | 2  | 3  | 3  | 3  | 3  | 3  | 3  | 3  | 3  | 3  | 3  | 3  | 3  | 3  | 3  | 3  | 3  |
| Waterford FC              | 8  | 9  | 7  | 7  | 7  | 8  | 7  | 9  | 10 | 10 | 10 | 10 | 10 | 10 | 9  | 9  | 9  | 9  | 9  | 9  | 9  | 8  | 8  | 9  | 8  | 8  | 8  | 9  | 9  | 9  | 7  | 8  | 8  | 9  | 9  | 9  |
| St. Patrick's Athletic FC | 4  | 4  | 3  | 1  | 2  | 3  | 1  | 1  | 2  | 2  | 2  | 2  | 2  | 3  | 3  | 2  | 1  | 1  | 3  | 3  | 2  | 2  | 2  | 2  | 2  | 2  | 2  | 2  | 2  | 2  | 2  | 2  | 2  | 2  | 2  | 2  |
| Derry City FC             | 10 | 10 | 10 | 10 | 10 | 10 | 10 | 7  | 8  | 8  | 8  | 8  | 8  | 8  | 7  | 6  | 6  | 7  | 6  | 6  | 7  | 6  | 5  | 5  | 4  | 4  | 4  | 4  | 4  | 4  | 4  | 4  | 4  | 5  | 5  | 4  |
| Finn Harps                | 2  | 1  | 1  | 2  | 4  | 4  | 4  | 4  | 4  | 5  | 5  | 5  | 5  | 6  | 6  | 7  | 8  | 8  | 8  | 8  | 8  | 9  | 9  | 8  | 7  | 7  | 7  | 7  | 7  | 8  | 9  | 9  | 9  | 8  | 8  | 8  |
| Drogheda United           | 2  | 5  | 6  | 3  | 5  | 5  | 5  | 5  | 5  | 4  | 4  | 4  | 4  | 4  | 4  | 4  | 5  | 5  | 5  | 4  | 5  | 5  | 6  | 6  | 6  | 6  | 6  | 6  | 6  | 6  | 6  | 6  | 6  | 7  | 7  | 7  |
| Longford Town             | 1  | 2  | 4  | 6  | 8  | 7  | 9  | 10 | 9  | 9  | 9  | 9  | 9  | 9  | 10 | 10 | 10 | 10 | 10 | 10 | 10 | 10 | 10 | 10 | 10 | 10 | 10 | 10 | 10 | 10 | 10 | 10 | 10 | 10 | 10 | 10 |

## First Division
Le 21 janvier 2021 Galway FC choisi Lisa Fallon comme entraineur de l'équipe première. Elle entrainera l'équipe sous la responsabilité du manager John Caulfield. Elle devient ainsi la première femme entraineur d'une équipe masculine disputant le championnat d'Irlande.
Le 8 février 2021, la fédération irlandaise publie le calendrier des matchs de la First Division. Cette publication met en évidence le doute régnant sur la liste des équipes engagées dans la compétition. La deuxième équipe des Shamrock Rovers est absente du calendrier, elle y est remplacée par un "à confirmer" lourd de sens. Une incertitude existe donc sur le maintien des Rovers ou leur remplacement par une nouvelle équipe ayant répondu à l'appel à candidature de novembre 2020. Le lancement de la First Division est acté pour le 26 mars 2021.
Le 20 janvier 2021, la FAI annonce le lancement de la nouvelle saison pour le 26 mars 2021.
Le 20 février 2021, la Ligue d'Irlande annonce le passage du championnat de 20 à 22 équipes en accentuant le nombre d'équipes en First Division. Outre le renouvellement de la licence des Shamrock Rovers B, il est annoncé l'arrivée de deux nouvelles équipes : Treaty United dans une version masculine pour replacer une équipe dans la ville de Limerick et Dublin County qui , soutenue par des investisseurs américains et britanniques, deviendrait ainsi la septième équipe de Dublin dans le championnat. Coupe de théâtre, le soir même, la Ligue fait machine arrière en annonçant une deuxième division à dix club. Le Treaty United obtenant une licence, L'équipe B des Shamrock Rovers perdant la sienne et Dublin County restant à l'état de projet.
Treaty United a donc tout juste un mois pour construire une équipe placée sous les ordres du manager Tommy Barret qui chapeaute les deux équipes du club, féminines et masculines.
Le championnat débute avec une surprenante équipe d'Athlone Town qui s'installe en tête de la compétition. Malgré une première défaite lors de la sixième journée, elle devance UCD et Shelbourne pourtant considérées comme bien mieux armées pour lutter pour la promotion. Puis, progressivement, l'équipe recule au classement à la suite de trois défaites consécutives. UCD puis Shelbourne prennent la tête et se détachent au classement. Après huit journées Wexford n'a toujours pas remporté le moindre point et se retrouve dernier.
Entre la huitième et la treizième journée, le Shelbourne FC domine totalement la compétition enchainant les victoires. le club est à ce stade la seule équipe invaincue et compte onze points d'avance sur son premier poursuivant.
La 18e journée marque les deux tiers du championnat. A ce stade Shelbourne FC est en tête avec dix points d'avance sur Galway et Treaty. Les Shels sont toujours invaincus. L'équipe de Treaty est la grande surprise de la saison : nouvellement créé le club a su monter dans l'urgence une équipe mêlant des joueurs expérimentés et des jeunes locaux. À l'opposée, Cork City déçoit énormément ses supporters. A peine relégué de Premier Division, l'équipe se retrouve avant dernière.
Lors de la dix-neuvième journée, Shelbourne perd son tour premier match de la saison en s’inclinant sur le terrain de son dauphin Galway FC.
Le 1er octobre 2021, grâce à une victoire 1-0 sur Treaty United, le Shelbourne Football Club s'assure la victoire dans la compétition et par là même une promotion directe en Premier division pour la saison 2022. Avec 13 points d'avance et trois matchs à jouer, les Shels ne peuvent plus être rejoints. Quinze jours plus tard, lors de l'avant dernière journée du championnant, les quatre barragistes sont connus. Galway, UCD, Treaty et Bray ne pouvant plus être rattrapés sont certains de jouer les barrages de promotions.

### Classement de laFirst Division
| Rang | Équipe             | Pts | J  | G  | N  | P  | Bp | Bc | Diff |
| ---- | ------------------ | --- | -- | -- | -- | -- | -- | -- | ---- |
| 1    | Shelbourne FC R    | 57  | 27 | 16 | 9  | 2  | 47 | 23 | +24  |
| 2    | Galway FC          | 51  | 27 | 15 | 6  | 6  | 39 | 25 | +14  |
| 3    | UCD                | 46  | 27 | 13 | 7  | 7  | 55 | 38 | +17  |
| 4    | Treaty United FC P | 42  | 27 | 11 | 9  | 7  | 36 | 26 | +10  |
| 5    | Bray Wanderers     | 37  | 27 | 9  | 10 | 5  | 37 | 31 | +6   |
| 6    | Cork City FC R     | 33  | 27 | 8  | 9  | 10 | 37 | 28 | +9   |
| 7    | Athlone Town       | 33  | 27 | 9  | 6  | 12 | 32 | 42 | -10  |
| 8    | Cobh Ramblers FC   | 28  | 27 | 8  | 4  | 15 | 25 | 46 | -21  |
| 9    | Cabinteely FC      | 25  | 27 | 8  | 1  | 18 | 26 | 47 | -21  |
| 10   | Wexford FC         | 21  | 27 | 6  | 3  | 18 | 30 | 56 | -26  |

| Légende : Qualifications et relégations | Légende : Qualifications et relégations            |
| --------------------------------------- | -------------------------------------------------- |
|                                         | Monte en Première Division                         |
|                                         | Barrages pour l'accession en Première Division     |
|                                         | R : Reléguée de Première Division P : Nouveau club |

### Résultats de laFirst Division
| Résultats (▼dom., ►ext.)                                   | ATH | BRW | CAB | COB | COR | GAL | SHE | TRE | UCD | WEX |
| Athlone Town                                               |     | 0-0 | 1-2 | 2-1 | 0-2 | 3-1 | 1-3 | 1-4 | 2-3 | 3-0 |
| Bray Wanderers                                             | 1-2 |     | 3-0 | 2-1 | 0-0 | 0-0 | 1-4 | 0-0 | 4-0 | 3-1 |
| Cabinteely FC                                              | 0-1 | 0-3 |     | 1-0 | 1-0 | 0-3 | 1-3 | 2-1 | 1-2 | 0-2 |
| Cobh Ramblers FC                                           | 0-0 | 1-1 | 1-0 |     | 1-0 | 0-4 | 1-2 | 2-3 | 0-2 | 3-2 |
| Cork City FC                                               | 0-1 | 2-2 | 0-2 | 2-1 |     | 1-1 | 1-3 | 2-3 | 1-1 | 5-0 |
| Galway FC                                                  | 2-1 | 1-2 | 1-0 | 2-0 | 2-3 |     | 0-0 | 1-1 | 2-2 | 1-0 |
| Shelbourne FC                                              | 1-0 | 3-3 | 1-0 | 2-2 | 2-1 | 4-0 |     | 2-2 | 1-0 | 3-1 |
| Treaty United FC                                           | 1-0 | 2-0 | 1-4 | 1-1 | 2-1 | 0-1 | 1-1 |     | 2-1 | 1-0 |
| UCD                                                        | 2-2 | 0-0 | 4-1 | 1-2 | 0-0 | 0-2 | 0-0 | 3-2 |     | 2-1 |
| Wexford FC                                                 | 4-4 | 0-1 | 1-2 | 1-2 | 0-0 | 1-3 | 0-1 | 1-2 | 0-6 |     |
| - Victoire à domicile - Match nul - Victoire à l'extérieur |     |     |     |     |     |     |     |     |     |     |

| Résultats (▼dom., ►ext.)                                   | ATH | BRW | CAB | COB | COR | GAL | SHE | TRE | UCD | WEX |
| Athlone Town                                               |     |     | 2-1 | 1-2 |     | 1-0 |     |     |     | 0-2 |
| Bray Wanderers                                             | 0-1 |     | 1-2 |     | 0-0 |     |     | 1-0 |     |     |
| Cabinteely FC                                              |     |     |     | 1-2 | 2-2 | 0-1 | 0-2 | 0-2 |     |     |
| Cobh Ramblers FC                                           |     | 1-2 |     |     |     | 0-1 | 2-0 |     | 0-2 |     |
| Cork City FC                                               | 3-1 |     |     | 4-0 |     | 3-0 | 0-2 |     |     | 4-0 |
| Galway FC                                                  |     | 1-0 |     |     |     |     | 3-1 | 0-0 | 4-1 | 2-1 |
| Shelbourne FC                                              | 1-1 | 1-1 |     |     |     |     |     | 1-0 | 1-1 | 4-0 |
| Treaty United FC                                           | 1-1 |     |     | 3-0 | 0-0 |     |     |     |     | 1-1 |
| UCD                                                        | 6-0 | 4-3 | 5-2 |     | 1-0 |     |     | 2-1 |     |     |
| Wexford FC                                                 |     | 4-2 | 2-1 | 3-1 |     |     |     |     | 2-1 |     |
| - Victoire à domicile - Match nul - Victoire à l'extérieur |     |     |     |     |     |     |     |     |     |     |

### Évolution du classement de laFirst Division
| Club             | 1 | 2  | 3  | 4  | 5  | 6  | 7  | 8  | 9  | 10 | 11 | 12 | 13 | 14 | 15 | 16 | 17 | 18 | 19 | 20 | 21 | 22 | 23 | 24 | 25 | 26 | 27 |
| ---------------- | - | -- | -- | -- | -- | -- | -- | -- | -- | -- | -- | -- | -- | -- | -- | -- | -- | -- | -- | -- | -- | -- | -- | -- | -- | -- | -- |
| Shelbourne FC    | 5 | 6  | 4  | 3  | 2  | 3  | 2  | 1  | 1  | 1  | 1  | 1  | 1  | 1  | 1  | 1  | 1  | 1  | 1  | 1  | 1  | 1  | 1  | 1  | 1  | 1  | 1  |
| Cork City FC     | 1 | 5  | 7  | 8  | 9  | 8  | 7  | 8  | 8  | 8  | 9  | 8  | 9  | 9  | 9  | 9  | 9  | 9  | 7  | 7  | 6  | 7  | 7  | 7  | 7  | 7  | 6  |
| Bray Wanderers   | 5 | 7  | 6  | 7  | 7  | 7  | 6  | 6  | 5  | 7  | 7  | 6  | 6  | 5  | 5  | 5  | 5  | 5  | 3  | 4  | 5  | 5  | 5  | 5  | 5  | 5  | 5  |
| UCD              | 3 | 2  | 3  | 2  | 3  | 2  | 1  | 2  | 2  | 2  | 2  | 3  | 2  | 4  | 3  | 4  | 4  | 4  | 5  | 3  | 3  | 2  | 3  | 3  | 3  | 3  | 3  |
| Galway FC        | 5 | 8  | 8  | 9  | 8  | 6  | 8  | 7  | 7  | 6  | 6  | 4  | 4  | 3  | 2  | 2  | 3  | 2  | 2  | 2  | 2  | 3  | 2  | 2  | 2  | 2  | 2  |
| Cobh Ramblers FC | 9 | 10 | 9  | 6  | 6  | 9  | 9  | 9  | 9  | 9  | 8  | 9  | 8  | 8  | 8  | 8  | 7  | 8  | 9  | 9  | 9  | 9  | 9  | 9  | 9  | 9  | 8  |
| Cabinteely FC    | 1 | 1  | 2  | 5  | 5  | 5  | 4  | 5  | 4  | 5  | 4  | 5  | 5  | 7  | 7  | 7  | 8  | 7  | 8  | 8  | 8  | 8  | 8  | 8  | 8  | 8  | 9  |
| Athlone Town     | 3 | 3  | 1  | 1  | 1  | 1  | 3  | 3  | 3  | 3  | 5  | 7  | 7  | 6  | 6  | 6  | 6  | 6  | 6  | 6  | 7  | 6  | 6  | 6  | 6  | 6  | 7  |
| Wexford FC       | 9 | 9  | 10 | 10 | 10 | 10 | 10 | 10 | 10 | 10 | 10 | 10 | 10 | 10 | 10 | 10 | 10 | 10 | 10 | 10 | 10 | 10 | 10 | 10 | 10 | 10 | 10 |
| Treaty United    | 5 | 4  | 5  | 4  | 4  | 4  | 5  | 4  | 6  | 4  | 3  | 2  | 3  | 2  | 4  | 3  | 2  | 3  | 4  | 5  | 4  | 4  | 4  | 4  | 4  | 4  | 4  |

## Matchs de barrage

### Premier tour
Les matchs de barrage mettent aux prises les équipes ayant terminé entre la deuxième place et la cinquième place de la First Division. Au terme de la saison 2021, les quatre équipes qualifiées sont le Galway FC, UCD, Treaty United et Bray Wanderers. Galway et UCD ayant terminé respectivement deuxième et troisième ont l'avantage de recevoir leurs adversaires lors du match retour.
| Premier tour, match aller | Bray Wanderers | 0-0   | Galway FC | Carlisle Grounds         |                          |
| 3 novembre 2021 19:45     |                | (0-0) |           | Arbitrage : Gavin Colfer | Arbitrage : Gavin Colfer |

| Premier tour, match retour | Galway FC | 0-1   | Bray Wanderers       | Eamonn Deacy Park                                |                                                  |
| 7 novembre 2021 17:00      |           | (0-1) | Brandon Kavanagh 21e | Spectateurs : 3 700 Arbitrage : Kevin O’Sullivan | Spectateurs : 3 700 Arbitrage : Kevin O’Sullivan |

| Premier tour, match aller | Treaty United | 0-3   | UCD                                    | Markets Field                               |                                             |
| 3 novembre 2021 19h45     |               | (0-1) | Paul Doyle 34' · Colm Whelan 80e 90+3e | Spectateurs : 3 000 Arbitrage : Rob Dowling | Spectateurs : 3 000 Arbitrage : Rob Dowling |

| Premier tour, match retour | UCD             | 1-2   | Treaty United                           | UCD Bowl                  |                           |
| 7 novembre 2021 17:00      | Adam Verdon 68e | (0-1) | Conor Melody 8e · Anthony O'Donnell 51e | Arbitrage : Alan Patchell | Arbitrage : Alan Patchell |

### Deuxième tour
| Deuxième tour          | UCD                              | 2-0   | Bray Wanderers | Dalymount Park |  |
| 19 novembre 2021 19:45 | Colm Whelan 68e · Paul Doyle 86e | (0-0) |                |                |  |

UCD remporte la finale des barrages de First Division en battant Bray Wanderers deux buts à zéro grâce à un nouveau but et une passe décisive du meilleur buteur de la division Colm Whelan. UCD se qualifie pour le barrage de promotion où il affrontera le neuvième de la Premier Division, Waterford.

### Barrage de promotion/relégation
Le barrage de promotion et relégation oppose Waterford FC qui a terminé à la neuvième place de la Premier division à UCD troisième de First division et vainqueur des barrages. Le match a lieu le 26 novembre 2021.
La semaine de préparation de Waterford est particulièrement chaotique. Le manager Marc Bircham est licencié trois jours avant le match pour être remplacé par Ian Hendon.
Après l'ouverture du score en tout début de match par Anthony Wordsworth pour Waterford, ce sont deux anciens pensionnaires des équipes de jeunes de ce même club qui scellent le score du match dès la première mi-temps : Dara Keane à la 25e minute puis le meilleur buteur du championnat de First Division Colm Whelan à la 34e minute. Le score n'évoluera plus. UCD gagne son ticket pour la Premier Division.
| Barrage                | Waterford FC          | 1-2   | UCD                              | Richmond Park                                   |                                                 |
| 26 novembre 2021 19:45 | Anthony Wordsworth 4e | (1-2) | Dara Keane 25e · Colm Whelan 34e | Spectateurs : 2 000 Arbitrage : Paul McLaughlin | Spectateurs : 2 000 Arbitrage : Paul McLaughlin |

## Statistiques

### Meilleurs buteurs
Georgie Kelly remporte le classement des meilleurs buteurs de la première division irlandaise avec 21 buts marqués en 36 journées. Il devance Daniel Mandroiu des Shamrock Rovers qui a marqué 15 buts et Mark Doyle de Drogheda United qui lui en compte 13.
En First Division c'est le nouvel international des moins de 21 ans Colm Whelan de UCD qui remporte le classement des buteurs avec 18 réalisations en 27 journées.
| Place              | Joueur              | Buts | Club            |
| ------------------ | ------------------- | ---- | --------------- |
| Médaille d'or      | Georgie Kelly       | 21   | Bohemian FC     |
| Médaille d'argent  | Daniel Mandroiu     | 15   | Shamrock Rovers |
| Médaille de bronze | Mark Doyle          | 13   | Drogheda United |
| 4                  | Patrick Hoban       | 12   | Dundalk         |
| 5                  | Matty Smith         | 11   | St Pat's        |
| -                  | Graham Burke        | 11   | Shamrock Rovers |
| 7                  | Chris Lyons         | 9    | Drogheda United |
| -                  | Rory Gaffney        | 9    | Shamrock Rovers |
| -                  | Tunde Owolabi       | 9    | Finn Harps      |
| 10                 | Adam Foley          | 8    | Finn Harps      |
| -                  | Chris Forrester     | 8    | St Pat's        |
| -                  | Junior Ogedi-Uzokwe | 8    | Derry City      |

| Place              | Joueur           | Buts | Club           |
| ------------------ | ---------------- | ---- | -------------- |
| Médaille d'or      | Colm Whelan      | 18   | UCD            |
| Médaille d'argent  | Ryan Brennan     | 14   | Shelbourne     |
| Médaille de bronze | Liam Kerrigan    | 11   | UCD            |
| Médaille de bronze | Cian Murphy      | 11   | Cork City      |
| 5                  | Ruairi Keating   | 10   | Galway         |
| 6                  | Kyle Robinson    | 9    | Wexford        |
| 7                  | Michael O'Connor | 8    | Shelbourne     |
| 8                  | Joe Doyle        | 7    | Bray Wanderers |
| -                  | Wilson Waweru    | 7    | Galway         |
| 10                 | Sean McSweeney   | 6    | Treaty         |

## Bilan de la saison
| Championnat d'Irlande de football 2021  |                                                                              |
| Champion                                | Shamrock Rovers Football Club (19e titre)                                    |
| Dauphin                                 | St. Patrick's Athletic Football Club                                         |
| Coupes et trophées                      |                                                                              |
| Vainqueur de la Coupe d'Irlande 2021    | St. Patrick's Athletic Football Club                                         |
| Qualifications continentales            |                                                                              |
| Ligue des champions de l'UEFA 2022-2023 | Shamrock Rovers Football Club                                                |
| Ligue Europa Conférence 2022-2023       | St. Patrick's Athletic Football Club                                         |
| Ligue Europa Conférence 2022-2023       | Sligo Rovers Football Club                                                   |
| Ligue Europa Conférence 2022-2023       | Derry City Football Club                                                     |
| Promotions et relégations               |                                                                              |
| Promus en Premier Division              | Shelbourne Football Club University College Dublin Association Football Club |
| Relégués en First Division              | Longford Town Football Club Waterford Football Club                          |